# Sparteină
Sparteina este un compus chimic antiaritmic de clasă 1a, fiind un blocant al canalelor de sodiu. Din punct de vedere chimic, este un alcaloid chinolizidinic tetraciclic și este întâlnit în mod natural în specia Cytisus scoparius (mătură verde) și în unele specii din genurile Lupinus, Baptisia și Sophora. Compusul nu este aprobat de FDA pentru uz uman.